# The Land of Leix
The Land of Leix – poemat dziewiętnastowiecznego irlandzkiego poety Johna O'Hanlona, używającego pseudonimu Lageniensis, ogłoszony w tomie The Poetical Works of Lageniensis, opublikowanym w 1893. Utwór został napisany strofą spenserowską, czyli zwrotką dziewięciowersową, wprowadzoną do poezji angielskiej w XVI wieku przez Edmunda Spensera, rymowaną ababbcbcc. Składa się z sześciu pieśni.

Who cares to mark the stealthy hue of morn
Emerge through clouds that fade in turn away
Shall scarcely note the first faint tinges born
To chase that gloom which shrouds a coming day.
Thus when our thoughts towards earlier eras stray,
And seek to pierce their veils, o'er hill or lawn
Or glen historic shadowed, well we may
Find doubts involve, with mystic darkness drawn
O'er those long perished ages linked with Time's young dawn.